# Diözese Sodor und Man

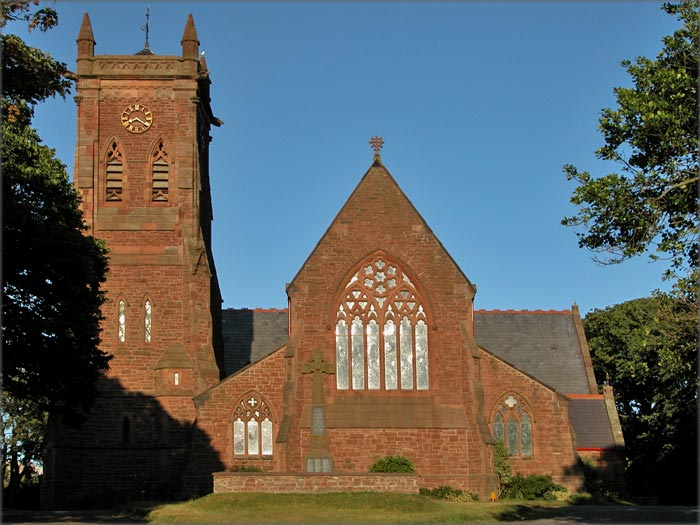
Die Kathedrale St. German in Peel auf der Isle of Man

Das Bistum Sodor und Man (lat.: Dioecesis Sodorensis et Monensis) ist eine anglikanische Diözese in der Kirchenprovinz York der Church of England. Bis zur englischen Reformation war es eine römisch-katholische Diözese.
Die Diözese umfasst das Gebiet der Isle of Man, die Hebriden und die umliegenden kleineren Inseln vor der Westküste Schottlands. Sitz des Bischofs ist in Douglas; die Kathedrale befindet sich in Peel.

## Geschichte

Lage der mittelalterlichen Diözese innerhalb der Kirchenprovinz Nidaros

Das Bistum Sodor und Man wurde, örtlichen Traditionen zufolge, im Jahre 477 als Bistum Sodor errichtet. Im Jahre 1098 wurde das Bistum Sodor in Bistum Sodor und Man umbenannt.
Historische Quellen datieren die Bistumsgründung auf das Jahr 1154, wobei zuvor bereits ein norwegisches Bistum bestanden hat. Zu jener Zeit gehörten die Inseln zum norwegischen Erzbistum Nidaros. Der Name Sodor leitet sich aus der altnorwegischen Bezeichnung Sudr-eyjar (Süd-Insel) für die Hebriden ab, im Unterschied zu Nordr-eyjar, den Inselgruppen der Orkneys und Shetlands (Vgl. Königreich der Inseln). Wann die Isle of Man hinzukam, ob tatsächlich 1098 unter Magnus dem Barfüßigen, ist unklar. Die Verbindung zu Norwegen endete 1266, und das Bistum wurde dem Erzbistum York als Suffraganbistum unterstellt. Im Jahre 1334 wurde die Isle of Man kirchlich von den schottischen Inseln getrennt. Seit dem Ende des 16. Jahrhunderts wurden die Benennungen „Sodor“ und „Man“ für das Bistum austauschbar, und seit 1684 zeichneten die Bischöfe ausschließlich als Bischof von Sodor und Man.